# Vladimir Smirnov (schermidore)
Vladimir Viktorovič Smirnov (in russo Владимир Викторович Смирнов?, in ucraino Володимир Вікторович Смирнов?; Rubižne, 20 maggio 1954 – Roma, 28 luglio 1982) è stato uno schermidore sovietico.

## Carriera
Entrò nella nazionale sovietica di scherma a metà degli anni settanta. Schermidore mancino di tecnica eccellente, il suo primo risultato di rilievo lo conquistò nel Campionato mondiale di Buenos Aires del 1977, quando giunse al 4º posto ex aequo con il francese Bernard Talvard e nella competizione a squadre vinse la medaglia di bronzo. Lo stesso anno vinse anche il suo primo titolo nazionale assoluto, successo che bisserà nel 1978, 1979 e 1982. Smirnov si mise in mostra relativamente tardi per il suo talento, solo nel 1979 ottenne le sue prime medaglie internazionali importanti. Saranno le Universiadi di Città del Messico, dove conquistò l'argento individuale e oro a squadre con la compagine sovietica, a metterlo in mostra al mondo. Il suo primo grande successo non tardò; oltre ad arrivare: la classifica di Coppa del Mondo, nel 1979 e nel 1980, aggiudicandosi tra le altre la prestigiosa tappa di Venezia.
Il 1980 fu anche l'anno delle Olimpiadi di Mosca, nelle quali Smirnov condivideva i pronostici con il compagno di squadra Aleksandr Roman'kov. Smirnov superò agevolmente i due gironi eliminatori e la fase di eliminazione diretta, ma nel corso della finale a 6, l'inattesa sconfitta 4-5 contro il francese Pascal Jolyot portò ad una situazione di parità (i 2 sovietici e Jolyot avevano tutti vinto 4 assalti e perso uno). Lo spareggio a 3 si aprì con la vittoria per 5-4 di Roman'kov sul connazionale, Smirnov sconfisse 5-0 il francese, mentre Roman'kov bloccato dall'emozione non riuscì a portare una sola stoccata contro Jolyot e la differenza stoccate determinò il successo di Smirnov. Nella prova a squadre la favoritissima Unione Sovietica, dopo aver superato 9-7 in semifinale la Polonia, fu clamorosamente sconfitta in finale dalla Francia (8 vittorie per parte ma 68-60 nel computo delle stoccate). A conferma dell'ecletticità dello schermidore sovietico, il C.T. della nazionale, decise di inserirlo anche nella squadra di Spada. Qui l'Unione Sovietica, dopo la vittoria ai quarti contro la Gran Bretagna e la sconfitta in semifinale 3-9 dalla Francia, si aggiudicò il bronzo battendo 9-5 la Romania.
L'anno successivo, il 1981, bissò il successo in Coppa del Mondo e vinse i campionati del mondo a Clermont Ferrand sia individuali sia a squadre. La stagione si chiuse con la vittoria alle universiadi di Bucarest, dove giunse anche l'argento della gara a squadre. In quel biennio Smirnov dimostrò di essere il più forte fiorettista al mondo, e si presentò da grande favorito al campionato del mondo di Roma del 1982. Era il 19 luglio, giorno della gara a squadre di fioretto, quando Smirnov incontrò il tedesco-occidentale Matthias Behr. Durante l'assalto, il germanico, a causa della rottura della sua lama, trafisse al volto Smirnov, penetrando tra le maglie della maschera del sovietico. Seguirono nove giorni di coma, al termine dei quali Smirnov morì. Questo episodio segnò una svolta importantissima per il miglioramento della sicurezza in pedana degli schermidori. Immediatamente furono vietate le maschere utilizzate sino a quel giorno, e sostituite con maschere con la maglia di acciaio. Furono anche cambiate le divise, sino a quel giorno in cotone, sostituite da modelli in kevlar. Smirnov, comunque, non verrà ricordato solo per questo tragico episodio, restando sempre nella memoria dello sport mondiale come uno dei più grandi schermidori di ogni epoca.